# Willows Sports Complex
Willows Sports Complex è un impianto sportivo australiano di Townsville, città della regione settentrionale del Queensland.
Inaugurato nel 1995, benché polivalente fu impiegato prevalentemente come impianto di rugby a 13, in quanto ospitò per 25 stagioni consecutive le gare del club di Australian Rugby League, e successivamente di National Rugby League, del North Queensland Cowboy che, proprio nel 1995, necessitava di una struttura idonea ad accogliere le gare del massimo campionato nazionale.
Tra il 2009 e il 2011 fu anche lo stadio interno del club calcistico del North Queensland Fury in A-League.
Capace di 26500 spettatori, in ambito internazionale ospitò un'edizione della coppa del mondo di rugby a 15 (2003) e due di quella di rugby a 13 (2008 e 2017).
Nel corso della sua attività fu sempre sponsorizzato: si chiamò Stockland Stadium tra il 1995 e il 1996, Malanda Stadium tra il 1998 e il 1999 e, successivamente, Dairy Farmers Stadium fino al 2013 e, infine, 1300SMILES Stadium dal 2013 al 2019.
Da agosto 2019 lo stadio non è più attivo a seguito dell'inaugurazione del nuovo North Queensland Stadium; al 2020 non è ancora determinato il futuro dell'impianto, di proprietà del governo del Queensland.

## Storia
L'origine dello stadio è direttamente collegata a quella del club che lo utilizzò per tutta la durata della sua vita operativa: infatti nel 1993 la neoistituita compagine di rugby a 13 del North Queensland Cowboys fu ammessa all'Australian Rugby League a partire dal 1995, e uno stadio adeguato si rese necessario; il governo del Queensland mise a disposizione del club in usufrutto grauito per 10 anni un'area su cui sorgeva una pista da trotto, chiamata Willows Sports Complex.
Grazie a un contributo di circa mezzo milione di dollari proveniente dallo stato, altrettanto da donazioni e due milioni da finanziatori privati, si riuscì a raggiungere la cifra di tre milioni sufficienti a costruire le tribune e preparare il campo.
I lavori furono commissionati dal governo statale senza gara d'appalto vista la natura del committente e l'urgenza; lo stadio così allestito fu pronto per l'inaugurazione con il primo incontro ufficiale, in programma l'11 marzo 1995, prima giornata di ARL contro i Bulldogs di Sydney.
Benché il nome ufficiale dello stadio, Willows Sports Complex, fosse uguale a quello del complesso sportivo su cui era costruito, già da prima dell'inaugurazione i suoi diritti di naming furono ceduti alla compagnia immobiliare Stockland.
La cronache riferiscono che l'incontro d'esordio fu vinto 32-16 dal club in visita e che l'affluenza fu di 23156 spettatori.
Nel 1998 i diritti di naming passarono all'industria casearia Malanda, successivamente rilevata da Dairy Farmers che dal 1999 subentrò con il proprio marchio nella sponsorizzazione dell'impianto.
Quando l'Australia ricevette dall'International Rugby Football Board il mandato di organizzare la Coppa del Mondo di rugby 2003, Townsville fu tra le località designate ad accogliere alcuni incontri; la struttura ospitò tre incontri del girone B, in cui la squadra sempre presente fu il Giappone.
Tra il 2005 e il 2006 lo stadio fu sottoposto a un intervento edilizio di ampliamento, con la costruzione di una tribuna sul fronte orientale della struttura idonea ad ampliare la capienza massima di 3500 unità per portarla a circa 25000 posti a sedere; con tale nuova configurazione ospitò un altro importante appuntamento internazionale, la Coppa del Mondo di rugby a 13 2008, della cui fase a gironi ospitò due incontri, entrambi con protagonista Papua Nuova Guinea.
Nel 2009 lo stadio divenne il terreno interno della neonata formazione calcistica del N. Queensland Fury, ammesso per la stagione 2009-10 in A-League, il massimo campionato nazionale; il soggiorno durò solo due campionati, a causa dell'esclusione del club per mancate garanzie finanziarie.
Terminato l'accordo con Dairy Farmers, nel 2013 Stadiums Queensland, l'ente gestore dell'impianto, cedette per cinque anni rinnovabili i diritti di naming alla franchise di servizi odontoiatrici 1300SMILES, con l'intesa che la sponsorizzazione sarebbe stata trasferibile ad altro impianto sportivo, del quale già si iniziava a discutere in sede comunale, in rimpiazzo del Willows Sports Complex.
L'ultima rassegna internazionale tenutasi al Willows Sports Center fu la Coppa del Mondo di rugby a 13 2017; a tale sede furono destinati alcuni incontri della fase a gironi e anche l'Italia fu di scena in tale impianto, con una vittoria 46-0 sugli Stati Uniti.
A tale data era già in cantiere il nuovo impianto cittadino, il North Queensland Stadium; due anni più tardi, il 29 agosto 2019, i Cowboys disputarono al Willows Sports Center il loro ultimo incontro, singolarmente di nuovo contro i Bulldogs, il club che inaugurò lo stadio ventiquattro anni prima.
Anche una volta trasferito, il North Queensland Cowboys chiese e ottenne di poter utilizzare per tutto il 2020 il vecchio stadio come campo d'allenamento in attesa che le strutture di proprietà a ciò preposte siano completate nel 2021.
A gennaio 2022 fu decisa la demolizione dell'impianto, da realizzarsi in corso d'anno, per permettere la costruzione di una stazione di polizia sulla sua area.

## Incontri internazionali di rilievo

### Rugby a 13
| Arbitro: | Steve Ganson |

|                                                  |    |          |
| D. Williams (3) S. Prince (2) Monaghan (2) Tupou | mt | Yere     |
| Thurston (7)                                     | tr | Wilshere |

| Arbitro: | Ashley Klein |

|                                                                                        |    |  |
| Tramontana 8’, 37’ Tedesco 14’, 43’ Mantellato 18’ Ghietti 25’ Vaughan 59’ Cerruto 73’ | mt |  |
| Mantellato 8’, 14’, 25’, 37’, 43’, 59’, 73’                                            | tr |  |

### Rugby a 15
| Arbitro: | Alan Lewis |

|                                                                 |      |                                    |
| Michalak 6’ Rougerie 8’, 70’ Pelous 48’ Dominici 53’ Crenca 80’ | mt   | 36’ Konia 74’ Ōhata                |
| Michalak 6’, 8’, 48’, 53’, 70’ Merceron 80’                     | tr   | 36’, 74’ Kurihara                  |
| Michalak 17’, 30’, 58’                                          | c.p. | 4’, 12’, 40'+4’, 45’, 66’ Kurihara |